# Sebadoh
Sebadoh est un groupe de rock indépendant américain, originaire de Westfield, dans le Massachusetts. Il est formé en 1987 par Lou Barlow et issu de la scission de Dinosaur Jr.. Il comporte à l'origine un guitariste (Lou Barlow), un bassiste (Jason Loewenstein) et un batteur (Eric Gaffney au début puis d'autres par la suite).
Eric Gaffney quitte le groupe après avoir proposé un mode de collaboration plutôt original : chaque membre du groupe compose de son côté, le groupe ne se réunissant que pour les enregistrements. Il souhaitait aussi limiter au maximum le nombre de concerts du groupe. Ceci n'est pas vraiment du goût des autres membres. Pourtant Eric Gaffney participera plus ou moins régulièrement à la vie de la formation après son départ. Il est remplacé par Bob Fay. Le groupe se reforme en 2004 pour une tournée sans batteur, remplacé par une boîte à rythmes et un dispositif de lecteur CD/cassette. Les albums du groupe sont actuellement réédités, et le groupe est de nouveau actif dans sa formation originale.

## Biographie

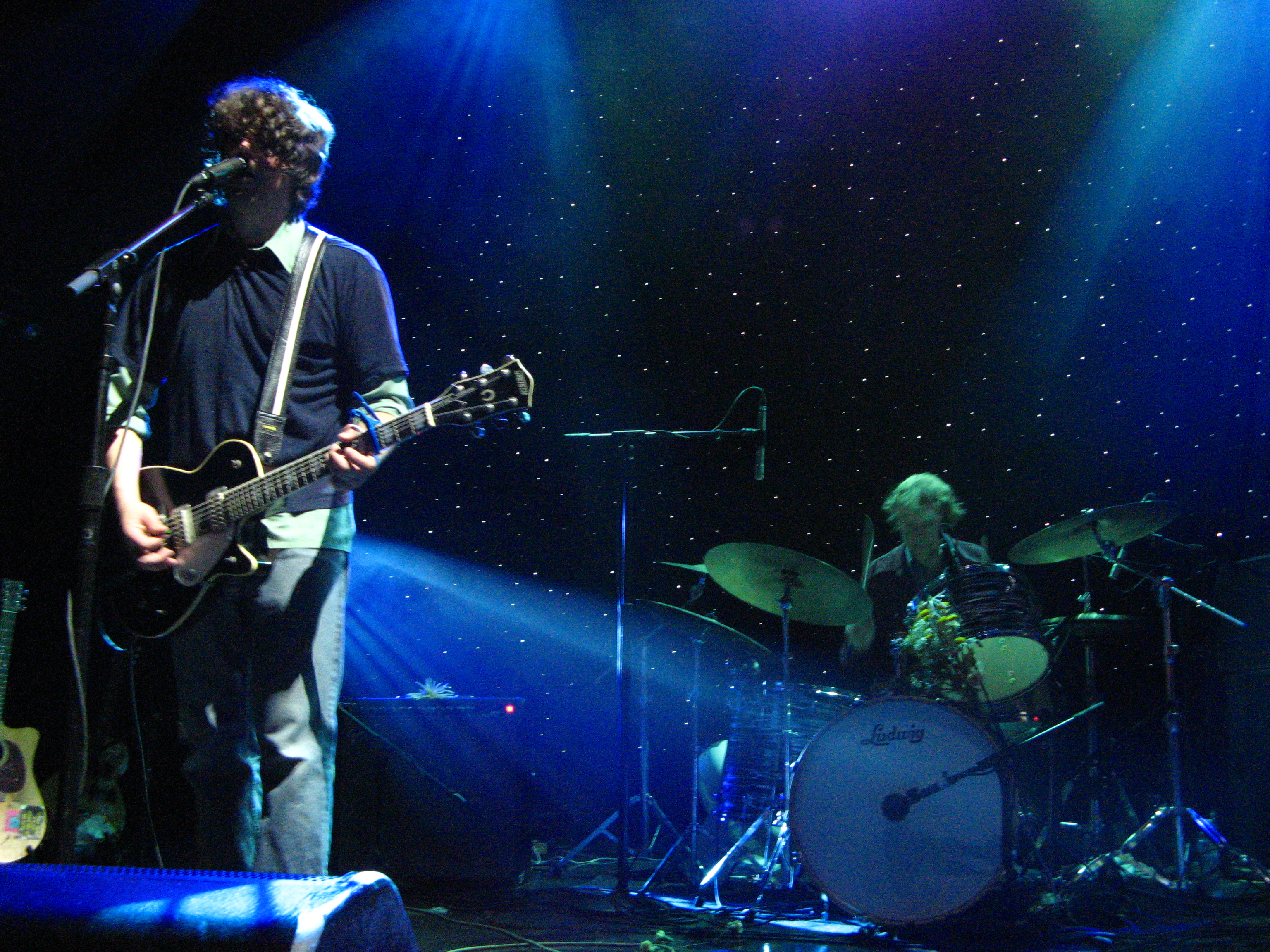
Concert au Webster Hall de New York, en 2007.

Lou Barlow est bassiste du groupe de rock Dinosaur Jr. à la fin des années 1980. Barlow et le leader J Mascis écrivaient les morceaux, et Mascis dominait le style du groupe, Barlow étant intimidé par ce que faisait le guitariste. Barlow passera progressivement plus de temps chez lui à écrire ses propres morceaux. Barlow et Eric Gaffney publient la cassette Weed Forestin' en 1987 chez Homestead Records sous le nom de Sebadoh, qui est mot sans aucun sens que Barlow utilisait dans ses paroles. Barlow et Gaffney contribuent aux morceaux de la cassette The Freed Man (1988). Gerard Cosloy, dirigeant de Homestead Records écoutera la cassette The Freed Man et la publiera comme album sur Homestead en 1989. Peu après la sortie de la cassette, Barlow est renvoyé de Dinosaur Jr.. Jason Loewenstein se joint au groupe en été 1989, et joue le single Gimme Indie Rock en 1991.
Après une tournée avec Firehose en 1991, ils signent chez Sub Pop (Domino au Royaume-Uni, et City Slang en Allemagne) en 1992, et publient deux EP Rocking the Forest et Sebadoh vs. Helmet à deux mois d'écart. Leur quatrième album, Bubble and Scrape, est publié en avril 1993. La même année sort l'EP Soul and Fire.
Après la sortie de Bubble and Scrape (1993), Gaffney quitte le groupe. Son remplacement par Bob Fay se fait sur Bakesale (1994) et sa suite, Harmacy, en 1996. Fay est renvoyé avant les sessions pour The Sebadoh (1999) et est remplacé par Russell Pollard (Russ Pollard), un ami de Loewenstein's originaire de Louisville. Le groupe tourne en soutien à l'album, puis se met en pause, Barlow se concentrant sur son autre projet, Folk Implosion, et Loewenstein travaillant sur son premier album solo, At Sixes and Sevens, publié en 2002. Les deux se réunissent pour deux concerts à la fin de 2003 et au début de 2004. En mars 2007, la formation classique Sebadoh Classic de Barlow, Gaffney et Loewenstein part en tournée pour la première fois en quatorze ans. La première réédition se fait avec Sebadoh III, puis The Freed Man et Bubble and Scrape. La tournée de réunion continue en 2008.
En 2011, Sebadoh tourne en soutien aux rééditions des albums Bakesale et Harmacy. Bob D'Amico remplace Gaffney à la batterie. En mars 2012, Lou Barlow réédite les premières sessions de Weed Forrestin' sur la page Bandcamp de Sebadoh, et publie l'édition de luxe des sessions Child of the Apocaylpse en cassette. Ils sont choisis par Jeff Mangum de  Neutral Milk Hotel pour jouer au All Tomorrow's Parties en mars 2012 à Minehead, en Angleterre. Leur nouvel album, Defend Yourself, est publié chez Joyful Noise Recordings le 17 septembre 2013.

## Discographie

### Albums studio
- 1989 : The Freed Man (Homestead, réédité en 2007 par Domino Records)
- 1990 : Weed Forestin' (Homestead, à l'origine une cassette auto-produite de 1987 sous le nom Sentridoh)
- 1991 : III (Homestead, réédité en 2006 par Domino)
- 1992 : Smash Your Head on the Punk Rock (Sub Pop)
- 1993 : Bubble and Scrape (Sub Pop/Domino/City Slang, réédité en 2008 par Domino)
- 1994 : Bakesale (Sub Pop/Domino/City Slang, réédité en 2011 par Domino)
- 1996 : Harmacy (Sub Pop/Domino/City Slang)
- 1999 : The Sebadoh (Sub Pop/Domino/City Slang)
- 2013 : Defend Yourself (Joyful Noise/Domino)
- 2019 : Act Surprised (Dangerbird Records)

### EP
- 1992 : Rocking the Forest
- 1992 : Sebadoh Vs. Helmet

### Singles et EP
- 1989 : Sonic Life (split single avec Big Stick - Sonic Life)
- 1990 : Asshole (Vertical)
- 1991 : Oven Is My Friend (Siltbreeze)
- 1991 : Gimme Indie Rock! (Homestead)
- 1991 : Sebadoh / Azalia Snail (split single avec Azalia Snail - Dark Beloved Cloud)
- 1993 : Soul and Fire (Sub Pop/Domino Records)
- 1994 : 4 Song CD (Domino Records)
- 1994 : Skull (Sub Pop/Domino)
- 1994 : Careful (City Slang)
- 1995 : Not Too Amused (Domino)
- 1995 : Magnet's Coil (Cortex)
- 1995 : Rebound (Sub Pop)
- 1996 : Beauty of the Ride (Domino/City Slang)
- 1996 : Princess (Sub Pop)
- 1996 : Ocean (Sub Pop/Domino/City Slang)
- 1999 : Flame (Sub Pop/Domino/City Slang)
- 1999 : Weird (Sub Pop)
- 1999 : It's All You (Domino/City Slang)
- 2012 : Secret EP (auto-produit - sortie officielle en 2013 sur Joyful Noise/Domino)

### Compilations
- 1990 : The Freed Weed (Homestead)
- 1992 : Rocking The Forest / Sebadoh Vs. Helmet (City Slang)
- 2007 : Wade Through the Boggs (auto-produit, limité à 1 000 exemplaires)